# 科林斯 (愛荷華州)
科林斯（英語：Collins）是一個位於美國愛荷華州斯托里縣的城市。

## 地理
科林斯的座標為41°54′09″N 93°18′25″W / 41.90250°N 93.30694°W，而該地的平均海拔高度為304米（即997英尺）。

## 人口
根據2010年美國人口普查的數據，科林斯的面積為1.27平方千米，當中陸地面積為1.27平方千米，而水域面積為0.00平方千米。當地共有人口495人，而人口密度為每平方千米389人。